# Crepidotus

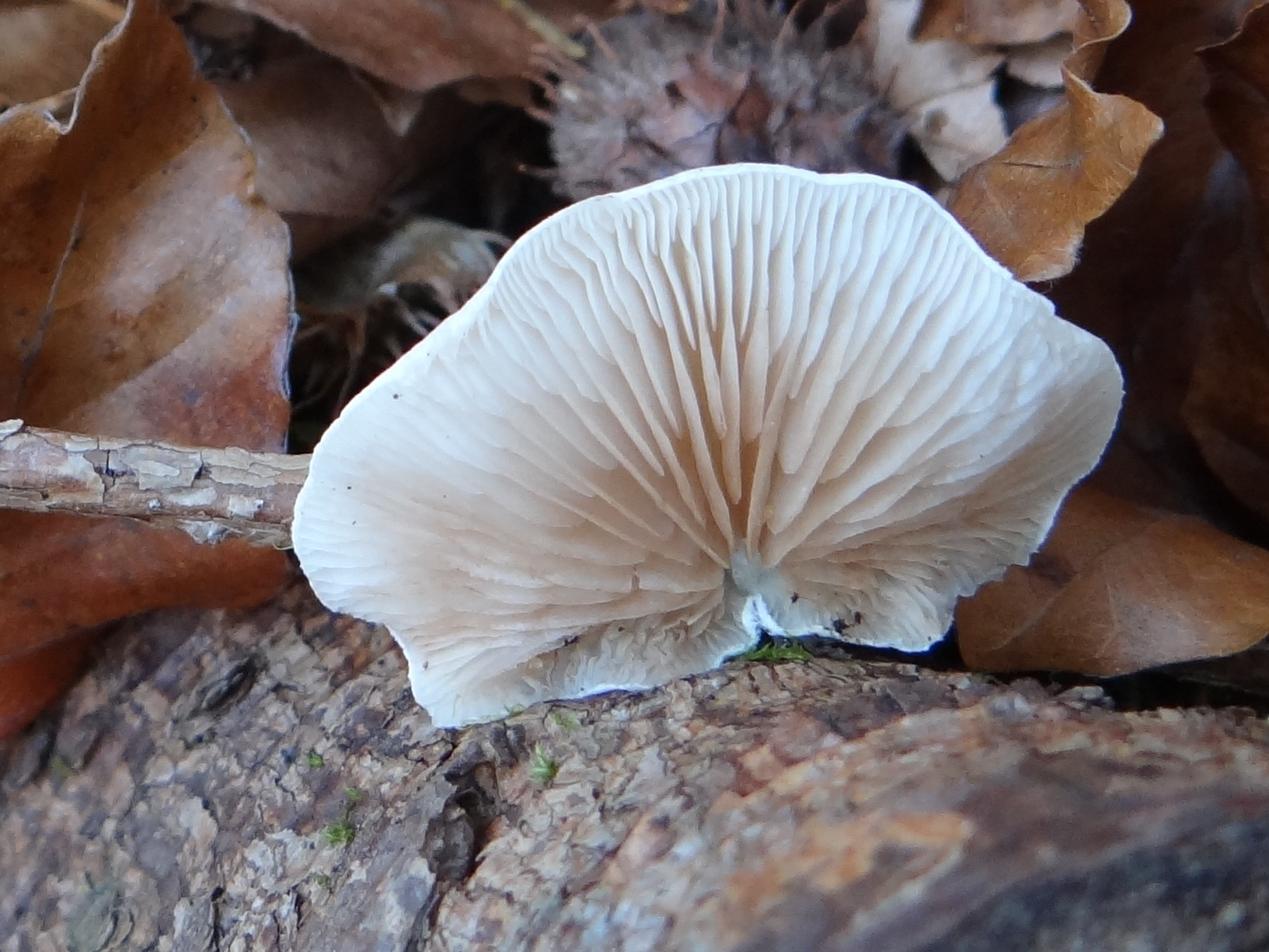
Blaszki ciżmówki zmiennej

Crepidotus (Fr.) Staude (ciżmówka) – rodzaj grzybów należący do rodziny ciżmówkowatych (Crepidotaceae).

## Charakterystyka
Do rodzaju Crepidotus należą drobne grzyby blaszkowe o bazydiokarpach bocznie przyrośniętych szeroką nasadą. Mają kształt kolisty, półkolisty, nerkowaty, rzadziej łopatkowaty. U większości gatunków ekscentryczny trzon występuje tylko w początkowych etapach rozwoju; gdy osiągnie długość 1–2 mm przestaje rosnąć i zostaje zakryty przez rozrastający się kapelusz, tak że u starszych okazów jest niewidoczny. Tylko u niektórych gatunków, np. C. mollis, czasami także C. applanata występuje krótki i gruby trzon. Większość gatunków ma barwę od białej do brązowej, tylko kilka jest bardziej jaskrawych (np. C. cinnabarinus jest jaskrawoczerwony, a C. crocophyllus żółty do pomamarańczowego). U większości gatunków powierzchnia kapelusza jest włókienkowata, u nielicznych naga lub łuskowata. Blaszki zwykle początkowo są białe lub bardzo blade, później zmieniają kolor na ochrowopłowy lub cynamonowy. U wszystkich gatunków młode owocniki początkowo mają strzępiaste krawędzie blaszek, w stanie dojrzałym stają się one równe.
Wielkość bazydiospor, barwa ich wysypu, barwa ściany i jej ornamentacja są ważnymi cechami diagnostycznymi przy identyfikacji gatunków. Wyróżnia się kilka typów ornamentacji: gładka, chropowato-brodawkowata, brodawkowata, wyrostkowato-brodawkowata lub kolczasta. Wysokość ornamentacji nigdy nie przekracza 1 µm. Podstawki 4-zarodnikowe, rzadko 2-zarodnikowe, czasami obydwa typy występują razem. Występują cheilocystydy, brak pleurocystyd. Trama blaszek regularna lub prawie regularna.
Wszystkie gatunki to grzyby saprotroficzne, głównie nadrzewne, rozwijające się na próchniejących gałązkach, gałęziach i pniach drzew, czasami tylko na martwych łodygach roślin zielnych. Około 70% wszystkich gatunków występuje na drewnie liściastym, 11% na drewnie iglastym, 11% na roślinach zielnych. Powodują białą zgniliznę drewna.

## Systematyka i nazewnictwo
Pozycja w klasyfikacji: Crepidotaceae, Agaricales, Agaricomycetidae, Agaricomycetes, Agaricomycotina, Basidiomycota, Fungi (według Index Fungorum).
Synonimy naukowe: Agaricus trib. Crepidotus Fr., Calathinus Quél., Dochmiopus Pat., Octojuga Fayod, Phialocybe P. Karst., Pleurotellus Fayod, Tremellastrum Clem., Tremellopsis Pat.
Polską nazwę podał Stanisław Chełchowski w 1898 r. W polskim piśmiennictwie mykologicznym należące do tego rodzaju gatunki były też opisywane jako: bedłka, skórzak, obutek.
Gatunki występujące w Polsce
- Crepidotus alveolus (Lasch) P. Kumm. (1871)[5]
- Crepidotus applanatus (Pers.) P. Kumm. 1871 – ciżmówka płaska
- Crepidotus autochthonus J.E. Lange 1938 – ciżmówka naziemna
- Crepidotus bresadolae Pilát – ciżmówka kosmata[6]
- Crepidotus calolepis (Fr.) P. Karst. 1879 – ciżmówka drobnołuskowa[7]
- Crepidotus carpaticus Pilát 1929 – ciżmówka karpacka
- Crepidotus caspari Velen. 1926 – ciżmówka migdałowatozarodnikowa[8]
- Crepidotus cesatii (Rabenh.) Sacc. 1877 – ciżmówka ciemnoblaszkowa[4]
- Crepidotus cinnabarinus Peck 1895 – ciżmówka szkarłatna
- Crepidotus crocophyllus (Berk.) Sacc. 1887[9] – ciżmówka szafranowa[10]
- Crepidotus epibryus (Fr.) Quél. 1888 – ciżmówka mchowa
- Crepidotus kubickae Pilát 1949 – ciżmówka iglastodrzewna[11]
- Crepidotus luteolus Sacc. 1887 – ciżmówka żółtawa
- Crepidotus malachioides Consiglio, Prydiuk & Setti 2008[9] – ciżmówka rzęsocystydowa[11]
- Crepidotus malachius Sacc. 1887[9] – ciżmówka biaława[11]
- Crepidotus mollis (Schaeff.) Staude 1857 – ciżmówka miękka
- Crepidotus muscigenus Velen. 1947[12]
- Crepidotus sambuci Velen. 1922 – ciżmówka bzowa
- Crepidotus stenocystis Pouzar 2005[9] – ciżmówka wąskocystydowa[11]
- Crepidotus subverrucisporus Pilát 1949 – ciżmówka szorstkozarodnikowa
- Crepidotus variabilis (Pers.) P. Kumm. 1871 – ciżmówka zmienna

Nazwy naukowe na podstawie Index Fungorum. Uwzględniono tylko gatunki zweryfikowane o potwierdzonym statusie. Wykaz gatunków i nazwy polskie według Władysława Wojewody i innych.